# Mont Saint-Marcel
Pour les articles homonymes, voir Saint-Marcel.
Le mont Saint-Marcel est l'un des plus hauts sommets de Guyane française avec 645 m d'altitude. Il est situé sur le plateau guyanais, à l'extrême sud-est du territoire, non loin de Trois Sauts et de la frontière avec le Brésil, dans la commune de Camopi. Il forme un inselberg (un des rares en Guyane) émergeant du massif forestier qui recouvre les monts granitiques de la haute Camopi, partie du parc amazonien de Guyane.
Il fut découvert en 1941 par le docteur Marcel Heckenroth (1912-2008), médecin lieutenant des troupes coloniales, qui le baptisa de son prénom[réf. nécessaire]. Ce médecin, administrateur de la circonscription, parcourut la région pour soigner, entre 1939 et 1942, les différentes populations. Il explora les sources du fleuve Oyapock lors de différentes missions scientifiques qu'il consignait dans des carnets, procéda à des relevés topographiques et documenta et photographia les différentes populations indigènes rencontrées.